# Curtis T. McMullen
Curtis T McMullen (nacido el 21 de mayo de 1958) es profesor de matemáticas en la Universidad de Harvard.

## Biografía
Recibió la Medalla Fields en 1998 por el trabajo realizado durante su carrera y, particularmente, por su trabajo en dinámicas complejas. Se graduó en 1980 en el Williams College y se doctoró en 1985 en la Universidad de Harvard, siendo supervisado por Dennis Sullivan.